# Films américains sortis en 1930
Listes de films américains
- 1926
- 1927
- 1928
- 1929
- 1930
- 1931
- 1932
- 1933
- 1934

Liste de films américains sortis en 1930.
À l'Ouest, rien de nouveau remporte l'Oscar du meilleur film à la 3e cérémonie des Oscars.

## A-Z (ordre alphabétique des titres en anglais)
| Titre                          | Réalisateur                   | Distribution                                                                                       | Genre                         | Note                                 |  |
| ------------------------------ | ----------------------------- | -------------------------------------------------------------------------------------------------- | ----------------------------- | ------------------------------------ |  |
| Abraham Lincoln                | D. W. Griffith                | Walter Huston, Kay Hammond, Jason Robards Sr.                                                      | drame                         |                                      |  |
| Africa Speaks!                 | Walter Futter                 | Lowell Thomas                                                                                      | Documentaire                  |                                      |  |
| All Quiet on the Western Front | Lewis Milestone               | Lew Ayres, Louis Wolheim, Arnold Lucy                                                              | drame, film de guerre         |                                      |  |
| Along Came Youth               | Lloyd Corrigan                | Frances Dee, Charles Rogers, Leo White                                                             | Comédie                       |                                      |  |
| Animal Crackers                | Victor Heerman                | Groucho Marx, Harpo Marx, Chico Marx, Zeppo Marx                                                   | Comédie                       |                                      |  |
| Anna Christie                  | Clarence Brown                | Greta Garbo, Marie Dressler, Charles Bickford                                                      | drame                         | Premier film parlant de Greta Garbo. |  |
| Anybody's Woman                | Dorothy Arzner                | Ruth Chatterton, Paul Lukas, Clive Brook                                                           | drame                         |                                      |  |
| Around the Corner              | Bert Glennon                  | Charles Murray, George Sidney, Joan Peers                                                          | Comédie                       |                                      |  |
| Back Pay                       | Francis Edward Faragoh        | Corinne Griffith, Grant Withers, Vivien Oakland                                                    | Comédie, Drame                |                                      |  |
| The Bad Man                    | Clarence G. Badger            | Walter Huston, James Rennie, Myrna Loy                                                             | Western                       |                                      |  |
| The Bad One                    | George Fitzmaurice            | Dolores del Río, Edmund Lowe, Blanche Friderici                                                    | Film musical                  |                                      |  |
| The Bat Whispers               | Roland West                   | Chester Morris, William Bakewell, Rich Tucker                                                      | Film d'horreur, Comédie       | Format 16/9.                         |  |
| Beauty Prize                   | Alice Terry                   | Louise Brooks, André Nicolle, Alex Bernard                                                         | Drame                         |                                      |  |
| The Benson Murder Case         | Frank Tuttle                  | William Powell, Paul Lukas, Natalie Moorhead                                                       | drame                         |                                      |  |
| Big Boy (en)                   | Alan Crosland                 | Al Jolson, Lloyd Hughes, Claudia Dell                                                              | Film musical                  |                                      |  |
| Big House                      | George W. Hill                | Wallace Beery, Robert Montgomery, Lewis Stone                                                      | drame                         |                                      |  |
| The Big Pond                   | Hobart Henley                 | Maurice Chevalier, Claudette Colbert, Nat Pendleton                                                | Comédie romantique            |                                      |  |
| The Big Trail                  | Raoul Walsh                   | John Wayne, Marguerite Churchill, El Brendel                                                       | Western                       |                                      |  |
| Billy the Kid                  | King Vidor                    | Wallace Beery, Johnny Mack Brown, Karl Dane                                                        | Western                       | Format 16/9.                         |  |
| The Border Legion              | Otto Brewer                   | Fay Wray, Richard Arlen, Eugene Pallette                                                           | Western                       |                                      |  |
| Bride of the Regiment          | John Francis Dillon           | Vivienne Segal, Walter Pidgeon                                                                     | Film musical                  |                                      |  |
| Bright Lights                  | Michael Curtiz                | James Murray, Noah Beery, Dorothy Mackaill                                                         | Film musical                  | Entièrement en Technicolor.          |  |
| Burning Up                     | A. Edward Sutherland          | Richard Arlen, Francis McDonald, Charles Sellon                                                    | drame                         |                                      |  |
| Call of the Flesh              | Charles Brabin                | Ramón Novarro, Dorothy Jordan, Ernest Torrence                                                     | Film musical                  | Partiellement en Technicolor.        |  |
| Call of the West               | Albert Ray                    | Dorothy Revier, Tom O'Brien, Alan Roscoe                                                           | Western                       |                                      |  |
| The Cat Creeps                 | Rupert Julian                 | Helen Twelvetrees, Neil Hamilton, Lawrence Grant                                                   | Film à énigme                 |                                      |  |
| Chasing Rainbows               | Charles Reisner               | Bessie Love, George K. Arthur, Polly Moran                                                         | Film musical                  |                                      |  |
| Check and Double Check         | Melville W. Brown             | Edward Martindel, Irene Rich, Duke Ellington                                                       | Comédie                       |                                      |  |
| Children of Pleasure           | Harry Beaumont                | Ken Thomson, Wynne Gibson, Judith Wood                                                             | Comédie musicale              |                                      |  |
| City Girl                      | F. W. Murnau                  | Charles Farrell, Mary Duncan, Anne Shirley                                                         | drame                         |                                      |  |
| Common Clay                    | Victor Fleming                | Constance Bennett, Hale Hamilton, Lew Ayres                                                        | drame                         |                                      |  |
| Conspiracy                     | Christy Cabanne               | Ned Sparks, Bessie Love, George Irving, Walter Long                                                | drame                         |                                      |  |
| Courage                        | Archie Mayo                   | Belle Bennett, Marian Nixon, Blanche Friderici                                                     | drame                         |                                      |  |
| The Cuckoos                    | Paul Sloane                   | Bert Wheeler, Dorothy Lee, June Clyde                                                              | Comédie musicale              |                                      |  |
| Danger Lights                  | George B. Seitz               | Jean Arthur, Hugh Herbert, Louis Wolheim                                                           | drame                         |                                      |  |
| Dancing Sweeties               | Ray Enright                   | Sue Carol, Grant Withers, Tully Marshall                                                           | Comédie Musicale              |                                      |  |
| Dangerous Nan McGrew           | Malcolm St. Clair             | Stuart Erwin, Helen Kane, Frank Morgan                                                             | Comédie, Western              |                                      |  |
| The Dawn Patrol                | Howard Hawks                  | Douglas Fairbanks Jr., Neil Hamilton, Frank McHugh                                                 | drame, film de guerre         |                                      |  |
| The Devil to Pay!              | George Fitzmaurice            | Ronald Colman, Loretta Young, Myrna Loy                                                            | Comédie                       |                                      |  |
| A Devil With Women             | Irving Cummings               | Victor McLaglen, Humphrey Bogart, Mona Maris                                                       | drame                         |                                      |  |
| The Divorcee                   | Robert Z. Leonard             | Norma Shearer, Chester Morris, Robert Montgomery                                                   | drame                         |                                      |  |
| Dixiana                        | Luther Reed                   | Bebe Daniels, Bert Wheeler, Joseph Cawthorn                                                        | Film musical                  |                                      |  |
| The Doorway to Hell            | Archie Mayo                   | Dwight Frye, Lew Ayres, Leon Janney                                                                | drame, policier               |                                      |  |
| Doughboys                      | Edward Sedgwick               | Buster Keaton, Sally Eilers, Edward Brophy                                                         | Comédie                       |                                      |  |
| East Is West                   | Monta Bell                    | Edward G. Robinson, Lupe Vélez, Lew Ayres                                                          | drame                         |                                      |  |
| Elstree Calling                | Gilbert M. Anderson           | Anna May Wong, Jack Hulbert, John Longden                                                          | Comédie Musicale              |                                      |  |
| Extravagance                   | Louis Wolheim                 | June Collyer, Lloyd Hughes, Jameson Thomas                                                         |                               |                                      |  |
| The Fall Guy                   | Leslie Pearce                 | Ned Sparks, Mae Clarke, Jack Mulhall                                                               | Comédie                       |                                      |  |
| Fast and Loose                 | Fred C. Newmeyer              | Miriam Hopkins, Carole Lombard, Frank Morgan                                                       | Comédie romantique            |                                      |  |
| Feet First                     | Clyde Bruckman                | Harold Lloyd, Barbara Kent, Willie Best                                                            | Comédie                       |                                      |  |
| Five Minutes From The Station  | Rex Ingram                    | Sylvia Sidney, Lynne Overman, Berton Churchill                                                     |                               |                                      |  |
| The Flirting Widow             | A.E.W. Mason                  | Dorothy Mackaill, Basil Rathbone, William Austin                                                   | Comédie                       |                                      |  |
| Follow Thru                    | Lloyd Corrigan                | Buddy Rogers, Jack Haley, Nancy Carroll                                                            | Comédie musicale              |                                      |  |
| For the Defense                | John Cromwell                 | William Powell, Kay Francis, William B. Davidson                                                   | drame                         |                                      |  |
| Free and Easy                  | Edward Sedgwick               | Buster Keaton, Robert Montgomery, Anita Page                                                       | Comédie                       |                                      |  |
| General Crack                  | Alan Crosland                 | John Barrymore, Marian Nixon, Lowell Sherman                                                       | drame                         | Partiellement en Technicolor.        |  |
| The Girl Said No               | Sam Wood                      | William Haines, Marie Dressler, Polly Moran                                                        | Comédie                       |                                      |  |
| Golden Dawn                    | Ray Enright                   | Noah Beery, Vivienne Segal, Lupino Lane                                                            | Film musical                  |                                      |  |
| Good News (Bonnes Nouvelles)   | Nick Grinde                   | Bessie Love, Cliff Edwards, Lola Lane                                                              | Film musical                  |                                      |  |
| The Great Longing              | Rex Ingram                    | Camilla Horn, Conrad Veidt, Betty Amann, Fritz Kortner, Anny Ondra, Francis Lederer, Gustav Diessl | Comédie                       |                                      |  |
| Half Shot at Sunrise           | Paul Sloane                   | Bert Wheeler, Robert Woolsey, Dorothy Lee                                                          | Comédie                       |                                      |  |
| Hell's Angels                  | Howard Hughes                 | Jean Harlow, Ben Lyon, James Hall                                                                  | drame, film de guerre         |                                      |  |
| Hell's Heroes                  | William Wyler                 | Charles Bickford, Raymond Hatton, Maria Alba                                                       | Western                       |                                      |  |
| Hello Sister                   | Walter Lang                   | Lloyd Hughes, Olive Borden, George Fawcett                                                         | Drame                         |                                      |  |
| High Society Blues             | David Butler                  | Janet Gaynor, Charles Farrell, Hedda Hopper                                                        | Film musical, Comédie         |                                      |  |
| Hold Everything                | Roy Del Ruth                  | Winnie Lightner, Joe E. Brown, Bert Roach                                                          | Comédie musicale              |                                      |  |
| Holiday                        | Edward H. Griffith            | Ann Harding, Mary Astor, Hedda Hopper                                                              | Comédie romantique            |                                      |  |
| Hot Curves                     | Norman Taurog                 | John Ince, Rex Lease, Alice Day                                                                    | Comédie                       |                                      |  |
| Isle of Escape                 | Howie Bretherton              | Monte Blue,Myrna Loy, Nina Quartero                                                                | Drame                         |                                      |  |
| Inside the Lines               | Roy Pomeroy                   | Betty Compson, Montagu Love, Betty Carter                                                          | drame, film de guerre         |                                      |  |
| Journey's End                  | James Whale                   | Colin Clive, David Manners, Billy Bevan                                                            | film de guerre                | Coproduit avec la GB                 |  |
| Just Imagine                   | David Butler                  | Mischa Auer, El Brendel, Heinie Conklin                                                            | Film musical, Science fiction |                                      |  |
| King of Jazz                   | John Murray Anderson          | Laura La Plante, Paul Whiteman, John Boles                                                         | Film musical                  | Entièrement en Technicolor.          |  |
| Kismet                         | William Dieterle              | Sidney Blackmer, Dita Parlo, Gustav Fröhlich                                                       |                               |                                      |  |
| Ladies Love Brutes             | Rowland V. Lee                | George Bancroft, Mary Astor, Fredric March                                                         |                               |                                      |  |
| Ladies of Leisure              | Frank Capra                   | Barbara Stanwyck, Ralph Graves, Jack Walker                                                        | Romantic drama                |                                      |  |
| A Lady to Love                 | Victor Sjostrom               | Edward G. Robinson, Vilma Bánky, Robert Ames                                                       | drame                         |                                      |  |
| Leathernecking                 | Edward F. Cline               | Lilyan Tashman, Ned Sparks, Louise Fazenda                                                         | Comédie, musique              |                                      |  |
| Let's Go Native                | Leo McCarey                   | Jack Oakie, Richard 'Skeets' Gallagher, Jeanette MacDonald                                         | Comédie, musique              |                                      |  |
| The Life of the Party          | Roy Del Ruth                  | Winnie Lightner, Charles Butterworth, Arthur Hoyt                                                  | Comédie, musique              |                                      |  |
| Lilies of the Field            | Alexander Korda               | Corinne Griffith, Betty Boyd, Ralph Forbes                                                         | drame                         |                                      |  |
| Liliom                         | Frank Borzage                 | Charles Farrell, Rose Hobart, Walter Abel                                                          |                               |                                      |  |
| Little Accident                | William James Craft           | Douglas Fairbanks Jr., Anita Page, Sally Blane                                                     | Comédie                       |                                      |  |
| Loose Ankles                   | Harry Langdon                 | Loretta Young, Douglas Fairbanks Jr., Edward J. Nugent                                             | Comédie romantique            |                                      |  |
| The Lone Rider                 | Louis King                    | Buck Jones, Vera Reynolds, Harry Woods                                                             | Western                       |                                      |  |
| The Lottery Bride              | Paul L. Stein                 | Jeanette MacDonald, Zasu Pitts, Joe E. Brown                                                       | Film musical                  |                                      |  |
| Lovin' the Ladies              | Melville W. Brown             | Richard Dix, Rita La Roy, Lois Wilson                                                              | Comédie                       |                                      |  |
| Love in the Rough              | Charles Reisner               | Robert Montgomery, Dorothy Jordan, Penny Singleton                                                 | Comédie                       |                                      |  |
| Madam Satan                    | Cecil B. DeMille              | Kay Johnson, Reginald Denny, Martha Sleeper                                                        | drame                         |                                      |  |
| Mamba                          | Albert S. Rogell              | Jean Hersholt, Eleanor Boardman, Ralph Forbes                                                      |                               |                                      |  |
| Mammy                          | Michael Curtiz                | Al Jolson, Lois Moran, Tully Marshall                                                              | Film musical                  |                                      |  |
| Man to Man                     | Allan Dwan                    | Phillips Holmes, Grant Mitchell, Otis Harlan                                                       | Drame                         |                                      |  |
| Manslaughter                   | George Abbott                 | Claudette Colbert, Fredric March, Natalie Moorhead                                                 | drame                         |                                      |  |
| The Medicine Man               | Scott Pembroke                | Jack Benny, Betty Bronson, E. Alyn Warren                                                          | Comédie                       |                                      |  |
| The Midnight Lovers            | Rex M. Ingram                 | Pierre Batcheff, Danièle Parola, Josseline Gaël                                                    | Drame                         |                                      |  |
| Min and Bill                   | George W. Hill                | Marie Dressler, Wallace Beery et Dorothy Jordan                                                    | Comédie drama                 |                                      |  |
| Moby Dick                      | Lloyd Bacon                   | John Barrymore, Joan Bennett, Noble Johnson                                                        | drame                         |                                      |  |
| Monte Carlo                    | Ernst Lubitsch                | Jeanette MacDonald, Claud Allister, ZaSu Pitts                                                     | Film musical                  |                                      |  |
| Morocco                        | Josef von Sternberg           | Marlene Dietrich, Gary Cooper, Adolphe Menjou                                                      | drame                         |                                      |  |
| New Movietone Follies of 1930  | Benjamin Stoloff              | El Brendel, Yola d'Avril, Huntley Gordon                                                           | Film musical                  |                                      |  |
| Night Ride                     | John S. Robertson             | Joseph Schildkraut, Barbara Kent, DeWitt Jennings                                                  |                               |                                      |  |
| No, No, Nanette                | Clarence G. Badger            | Bernice Claire, Alexander Gray, Lucien Littlefield                                                 | Film musical                  |                                      |  |
| Not So Dumb                    | King Vidor                    | Marion Davies, Franklin Pangborn, Julia Faye                                                       | Comédie                       |                                      |  |
| Oklahoma Cyclone               | John P. McCarthy              | Bob Steele, Slim Whitaker, Al St. John                                                             | Western                       |                                      |  |
| On Your Back                   | Guthrie McClintic             | Irene Rich, Wheeler Oakman, H. B. Warner                                                           | drame                         |                                      |  |
| One Romantic Night             | Paul L. Stein                 | Lillian Gish, Albert Conti, Rod La Rocque                                                          | Comédie Romantique            |                                      |  |
| Only the Brave                 | Frank Tuttle                  | Gary Cooper, Mary Brian, Guy Oliver                                                                | drame, film de guerre         |                                      |  |
| Our Blushing Brides            | Harry Beaumont, Bess Meredyth | Joan Crawford, Robert Montgomery, Anita Page                                                       | drame                         |                                      |  |
| Outside the Law                | Tod Browning                  | Edward G. Robinson, Mary Nolan, Owen Moore                                                         | drame                         |                                      |  |
| Paid                           | Sam Wood                      | Joan Crawford, Marie Prevost, Robert Armstrong                                                     | drame                         |                                      |  |
| Paradise Island                | Bert Glennon                  | Kenny Harlan, Marceline Day, Tom Santschi                                                          |                               |                                      |  |
| Paramount on Parade            | Dorothy Arzner, Otto Brower   | Jean Arthur, Maurice Chevalier, Gary Cooper                                                        | Film musical                  |                                      |  |
| Party Girl                     | Victor Halperin               | Douglas Fairbanks Jr., Jeanette Loff, Marie Prevost                                                | drame                         |                                      |  |
| The Pay-Off                    | Lowell Sherman                | Lowell Sherman, Marian Nixon, Walt McGrail                                                         | drame                         |                                      |  |
| Peacock Alley                  | Marcel de Sano                | Mae Murray, Phillips Smalley, Jason Robards Sr.                                                    |                               |                                      |  |
| Puttin' On The Ritz            | Edward Sloman                 | Joan Bennett, Harry Richman, George Irving                                                         | Film musical                  |                                      |  |
| Raffles                        | George Fitzmaurice            | Ronald Colman, Kay Francis, Bramwell Fletcher                                                      |                               |                                      |  |
| Rain or Shine                  | Frank Capra                   | Louise Fazenda, Joan Peers, William Collier Jr.                                                    | Comédie                       |                                      |  |
| Reaching for the Moon          | Edmund Goulding               | Douglas Fairbanks Jr., Edward Everett Horton, Bing Crosby                                          | Film musical                  |                                      |  |
| The Real McCoy                 | Warren H. Doane               | Charley Chase, Thelma Todd, Edgar Kennedy                                                          | Comédie                       |                                      |  |
| Redemption                     | Fred Niblo                    | John C. Gilbert, Renée Adorée, Richard Alexander                                                   |                               |                                      |  |
| The Return of Dr. Fu Manchu    | Rowland V. Lee                | Warner Oland, Jean Arthur, Neil J. Hamilton                                                        | Detective                     |                                      |  |
| The Right to Love              | Richard Wallace               | Ruth Chatterton, Paul Lukas, Irving Pichel                                                         | drame                         |                                      |  |
| Road to Paradise               | William Beaudine              | Loretta Young, Jack Mulhall, Fred Kelsey                                                           | drame                         |                                      |  |
| The Rogue Song                 | Lionel Barrymore              | Lawrence Tibbett, Stan Laurel, Oliver Hardy                                                        | Operetta                      |                                      |  |
| Romance                        | Clarence Brown                | Greta Garbo, Gavin Gordon, Lewis Stone                                                             | Comédie Romantique            |                                      |  |
| The Royal Family of Broadway   | George Cukor                  | Fredric March, Mary Brian, Ina Claire                                                              | Comédie                       |                                      |  |
| The Runaway Bride              | Donald Crisp                  | Mary Astor, Lloyd Hughes, Paul Hurst                                                               | drame                         |                                      |  |
| Safety in Numbers              | Victor Schertzinger           | Carole Lombard, Buddy Rogers, Virginia Bruce                                                       | Musique, comédie              |                                      |  |
| Second Choice                  | Howard Bretherton             | Dolores Costello, Chester Morris, Jack Mulhall                                                     | Romance                       |                                      |  |
| Second Honeymoon               | Phil Rosen                    | Josephine Dunn, Fern Emmett, Edward Earle                                                          | Comédie, Drame                |                                      |  |
| She's My Weakness              | Melville W. Brown             | Arthur Lake, Sue Carol, William Collier Sr.                                                        | Comédie Romantique            |                                      |  |
| Show Girl in Hollywood         | Mervyn LeRoy                  | Alice White, Jack Mulhall, Blanche Sweet                                                           | Comédie, musique              |                                      |  |
| Sinners' Holiday               | John G. Adolfi                | Grant Withers, Evalyn Knapp, Purnell Pratt                                                         |                               |                                      |  |
| So This Is London              | John G. Blystone              | Will Rogers, Irene Rich, Maureen O'Sullivan                                                        | Comédie                       |                                      |  |
| Son of the Gods                | Frank Lloyd                   | Richard Barthelmess, Constance Bennett, Claude King                                                | Romance                       |                                      |  |
| Song o' My Heart               | Frank Borzage                 | John McCormack, Maureen O'Sullivan, J. Farrell MacDonald                                           | Film musical                  |                                      |  |
| Song of the Flame              | Alan Crosland                 | Alexander Gray, Bernice Claire, Noah Beery                                                         | Operetta                      |                                      |  |
| Song of the West               | Ray Enright                   | John Boles, Vivienne Segal, Marion Byron                                                           | Film musical                  |                                      |  |
| Soup to Nuts                   | Benjamin Stoloff              | Ted Healy, Shemp Howard, Hallam Cooley                                                             | Comédie                       |                                      |  |
| Spring Is Here                 | Johnny F. Dillon              | Alexander Gray, Bernice Claire, Ford Sterling                                                      |                               |                                      |  |
| The Storm                      | William Wyler                 | Lupe Vélez, Paul Cavanaugh, Alphonse Ethier                                                        | Western                       |                                      |  |
| Street of Chance               | John Cromwell                 | William Powell, Jean Arthur, Kay Francis                                                           | Comédie                       |                                      |  |
| Such Men Are Dangerous         | Kenneth Hawks                 | Warner Baxter, Hedda Hopper, Bela Lugosi                                                           | drame                         |                                      |  |
| Sunny                          | William A. Seiter             | Marilyn Miller, Clyde Cook, O.P. Heggie                                                            | Film musical                  |                                      |  |
| Sunny Skies                    | Norman Taurog                 | Rex Lease, Marceline Day, Marjorie Kane                                                            | Comédie Musicale              |                                      |  |
| Susanne Cleans Up              | Alice Terry                   | Truus van Aalten, S.Z. Sakall                                                                      | Comédie Musicale              |                                      |  |
| Sweet Kitty Bellairs           | Alfred E. Green               | Claudia Dell, Walter Pidgeon, June Collyer, Ernest Torrence                                        |                               |                                      |  |
| Sweet Mama                     | Edward F. Cline               | Alice White, David Manners, Lee Moran                                                              | drame                         |                                      |  |
| Swing High                     | Joseph Santley                | Helen Twelvetrees, Nick Stuart, Chester Conklin, Stepin Fetchit                                    |                               |                                      |  |
| The Texan                      | John Cromwell                 | Gary Cooper, Fay Wray, Emma Dunn                                                                   | Western                       |                                      |  |
| Tom Sawyer                     | John Cromwell                 | Jackie Coogan, Junior Durkin, Mitzi Green                                                          | Aventure                      |                                      |  |
| Top Speed                      | Mervyn LeRoy                  | Joe E. Brown, Bernice Claire, Frank McHugh                                                         | Musique, comédie              |                                      |  |
| True to the Navy               | Frank Tuttle                  | Fredric March, Clara Bow, Rex Bell                                                                 | Comédie                       |                                      |  |
| The Truth About Youth          | William A. Seiter             | Loretta Young, Myrna Loy, David Manners                                                            | drame                         |                                      |  |
| Under a Texas Moon             | Michael Curtiz                | Frank Fay, Myrna Loy, Raquel Torres                                                                | Western, Comédie              |                                      |  |
| The Unholy Three               | Jack Conway                   | John Miljan, Lila Lee, Clarence Burton                                                             | drame, policier               |                                      |  |
| Up the River                   | John Ford                     | Spencer Tracy, Humphrey Bogart, Claire Luce                                                        | Comédie, Drame                |                                      |  |
| The Vagabond King              | Ludwig Berger                 | Jeanette MacDonald, O.P. Heggie, Lillian Roth                                                      | Film musical                  |                                      |  |
| Waltz of Love                  | Rex Ingram                    | Willy Fritsch, Lilian Harvey, Georg Alexander                                                      | Film Musical                  |                                      |  |
| War Nurse                      | Edgar Selwyn                  | Robert Montgomery, Anita Page, June Walker                                                         | drame, film du guerre         |                                      |  |
| Way for a Sailor               | Sam Wood                      | John Gilbert, Wallace Beery, Leila Hyams                                                           |                               |                                      |  |
| The Way of All Men             | Frank Lloyd                   | Douglas Fairbanks Jr., Dorothy Revier, William Orlamond                                            | Drame                         |                                      |  |
| Way Out West                   | Fred Niblo                    | William Haines, Polly Moran, Leila Hyams                                                           | Comédie, Western              |                                      |  |
| What a Widow!                  | Allan Dwan                    | Gloria Swanson, Owen Moore, Margaret Livingston                                                    | Comédie romantique            |                                      |  |
| Whoopee!                       | Thornton Freeland             | Eddie Cantor, Eleanor Hunt, Ethel Shutta                                                           | Film musical                  |                                      |  |
| Wide Open                      | Archie Mayo                   | Edward Everett Horton, Patsy Ruth Miller, Vince Barnett                                            | Comédie                       |                                      |  |
| The Widow from Chicago         | Edward F. Cline               | Edward G. Robinson, Alice White, Neil Hamilton, Frank McHugh                                       | drame, policier               |                                      |  |
| Wild Company                   | Leo McCarey                   | Joyce Compton, H. B. Warner, Bela Lugosi                                                           | drame                         |                                      |  |
| The Woman Racket (en)          | Albert H. Kelley              | Tom Moore, Blanche Sweet, Robert Agnew                                                             | drame, policier               |                                      |  |
| Young Eagles                   | William A. Wellman            | Jean Arthur, Charles Rogers, Paul Lukas                                                            | drame                         |                                      |  |
| Young Man of Manhattan         | Monta Bell                    | Claudette Colbert, Norman Foster, Ginger Rogers, Charles Ruggles                                   | Comédie                       |                                      |  |